# Будіш
Будіш (словац. Budiš) — село, громада округу Турчянське Тепліце, Жилінський край. Кадастрова площа громади — 19.07 км².
Населення 196 осіб (станом на 31 грудня 2018 року).

## Історія
Будіш згадується 1573 року.

## Географія
Протікають річки Ясеніца і Пешть.

## Населення
| Рік:            | 1994. | 2004.   | 2014.   | 2024.   |
| --------------- | ----- | ------- | ------- | ------- |
| Кількість осіб: | 198   | 211     | 201     | 197     |
| Різниця:        |       | +6,56 % | -4,73 % | -1,99 % |

| Рік:            | 2023. | 2024.   |
| --------------- | ----- | ------- |
| Кількість осіб: | 196   | 197     |
| Різниця:        |       | +0,51 % |